# Раджини, Марко
Марко Раджини (итал. Marco Ragini; 30 ноября 1967, Сан-Марино) — итальянский и сан-маринский футбольный тренер и функционер.

## Биография
Тренерскую карьеру начинал на родине. Долгие годы Раджини входил в штаб юниорской, молодежной и основной сборной Сан-Марино. Несколько лет трудился в Швейцарии, где он был ассистентом главного тренера в «Кьяссо» и «Беллинцоне» (с последним клубом проделал путь от подэлитной Челлендж-лиги до Лиги Европы), а также самостоятельно возглавлял «Локарно». По ходу 2014 года был наставником литовской команды А-Лиги «Дайнава». Болельщики подозревали специалиста в организации в договорных матчах в Швейцарии и в Литве, однако доказательств его участия у них не было.
Позднее тренер работал с коллективами из африканских и азиатских стран.

## Достижения
- Обладатель Кубка Сан-Марино по футболу (1): 2022.
- Серебряный призер чемпионата Монголии (1): 2018.